# ダブリン伯爵

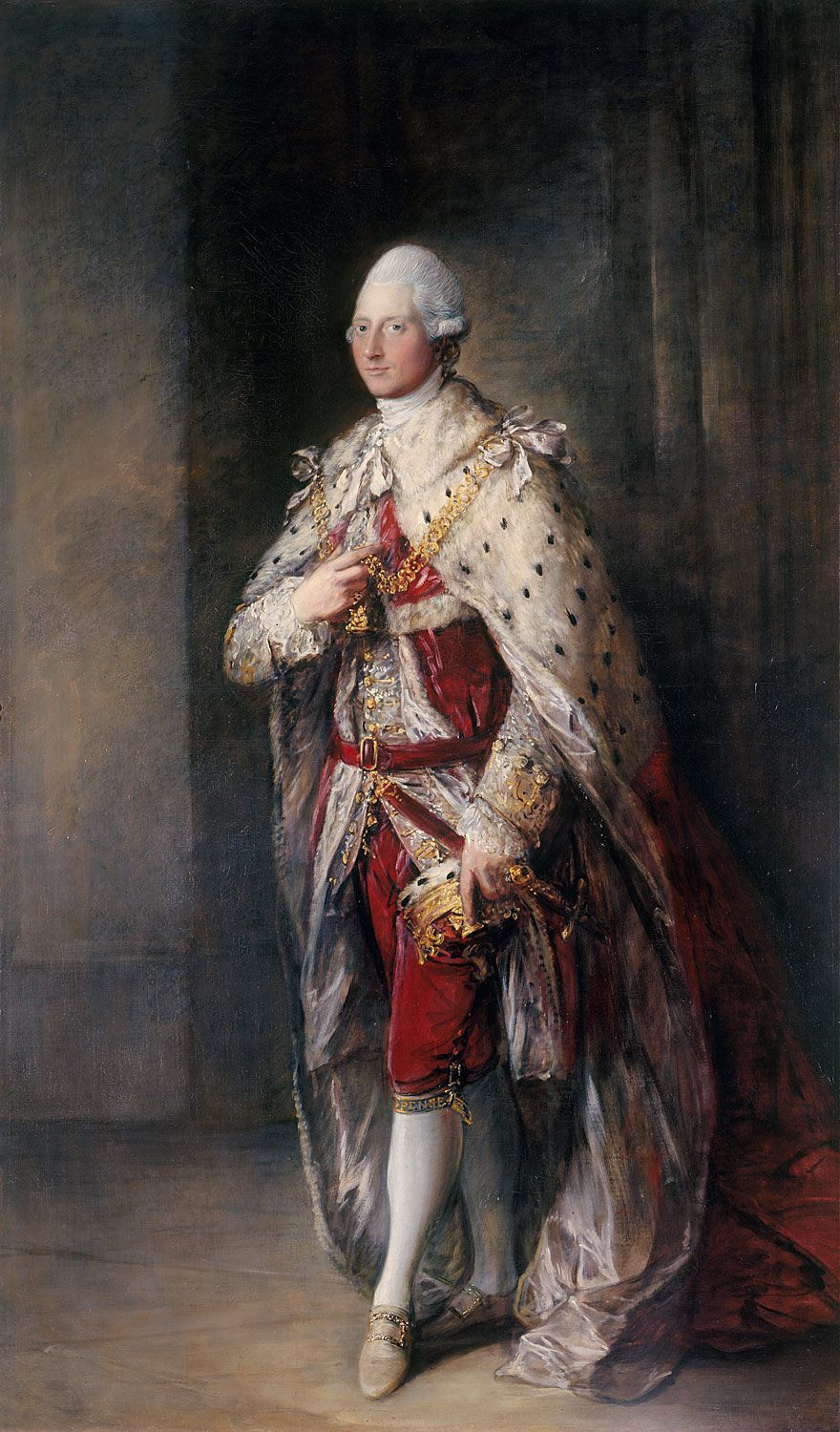
カンバーランド＝ストラサーン公爵ヘンリー王子の肖像画、トマス・ゲインズバラ作、1770年代。

ダブリン伯爵（ダブリンはくしゃく、英語: Earl of Dublin）は、アイルランド王国と連合王国の伯爵位。アイルランド貴族として2度、連合王国貴族として1度創設された。

## 歴史

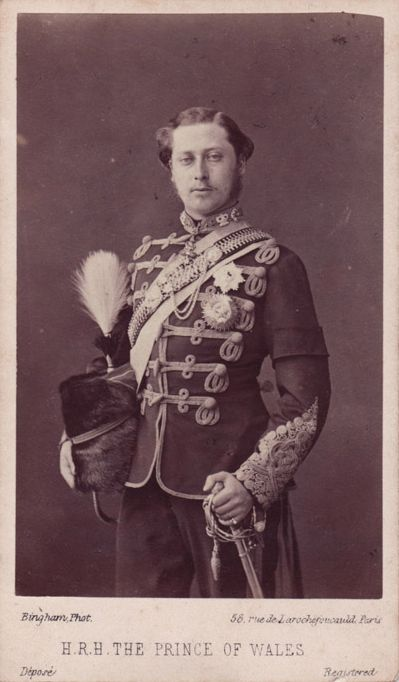
アルバート・エドワード王子、1860年頃撮影。

1766年10月22日、ウェールズ公爵フレデリック・ルイス(1707-1751)の四男ヘンリー王子はアイルランド貴族であるダブリン伯爵とグレートブリテン貴族であるカンバーランド＝ストラサーン公爵に叙された。しかし、妻との間で息子をもうけず、1790年9月18日に病死すると爵位は廃絶した。
1799年4月23日、ジョージ3世(1738-1820)の四男エドワード王子(1767-1820)はアイルランド貴族であるダブリン伯爵とグレートブリテン貴族であるケント＝ストラサーン公爵に叙された。しかし妻との間で息子をもうけず、1820年1月23日に病死すると爵位は廃絶した。
1849年9月10日、ヴィクトリア女王(1819-1901)の長男であるウェールズ公アルバート・エドワード王子は連合王国貴族であるダブリン伯爵に叙された。1901年にアルバート・エドワード王子がエドワード7世として連合王国国王に即位すると、爵位は王領に統合された。

## ダブリン伯爵（第1期、1766年）
- カンバーランド＝ストラサーン公爵・初代ダブリン伯爵ヘンリー王子（1745年 – 1790年）

## ダブリン伯爵（第2期、1799年）
- ケント＝ストラサーン公爵・初代ダブリン伯爵エドワード王子（1767年 – 1820年）

## ダブリン伯爵（第3期、1849年）
- ウェールズ公爵・初代ダブリン伯爵アルバート・エドワード王子（1841年 – 1910年）
  - 1901年、エドワード7世として連合王国国王に即位、爵位は王領に統合された。